# Sid Watkins
Eric Sidney Watkins (Liverpool, 6 de setembro de 1928 — Londres, 12 de setembro de 2012) foi um neurocirurgião e jogador inglês.

## Carreira
Sid Watkins nasceu em 1928, na cidade de Liverpool, Inglaterra. Se formou em medicina em 1952, passando a atuar nas Forças Armadas do Reino Unido, dando apoio aos militares britânicos e seus familiares.
Em 1978, foi convidado pelo chefão da Fórmula 1, Bernie Ecclestone, para assumir o cargo de médico-chefe da categoria, onde permaneceu até 2005. Após sua aposentadoria, se manteve como consultor do Conselho de Segurança da FIA, até 2011.
Sua habilidade e competência foram decisivos para melhorar a segurança dos carros e das pistas, além de salvar a vida de muitos pilotos, entre eles: Didier Pironi, Nelson Piquet, Gerhard Berger, Martin Donnelly, Érik Comas, Rubens Barrichello, Karl Wendlinger, Mika Hakkinen, Michael Schumacher e Luciano Burti.
Mas o Professor Sid também teve que encarar de perto a morte de Ronnie Peterson, Gilles Villeneuve, Ricardo Paletti, Roland Ratzenberger e especialmente seu grande amigo Ayrton Senna.
Um dia antes do tricampeão brasileiro falecer, Watkins, vendo que ele estava muito abatido com a morte de Ratzenberger e o grave acidente de Barrichello, sugeriu ao piloto que largasse a F1, devido o número crescente de acidentes, e que fossem pescar juntos. Mais tarde, o Professor fez uma revelação sobre o atendimento à Senna, na curva Tamburello, quando fez uma traqueostomia no piloto:
| “ | Nós o tiramos do cockpit, tiramos seu capacete e entubamos. E eu percebi pelos seus sinais neurológicos, que era uma lesão letal à cabeça. Ele suspirou por um instante e seu corpo relaxou. E foi naquele momento… e não sou religioso, eu pude sentir que seu espírito havia partido. | ” |

## Morte
Sid Watkins morreu em 12 de setembro de 2012, sendo lembrado por sua importância no trabalho preventivo aos acidentes na Fórmula 1.

## Premiações
- 1996: Prêmio Mario Andretti por Excelência Médica
- 2002: Ordem do Império Britânico (OBE)